# Manuel Göttsching

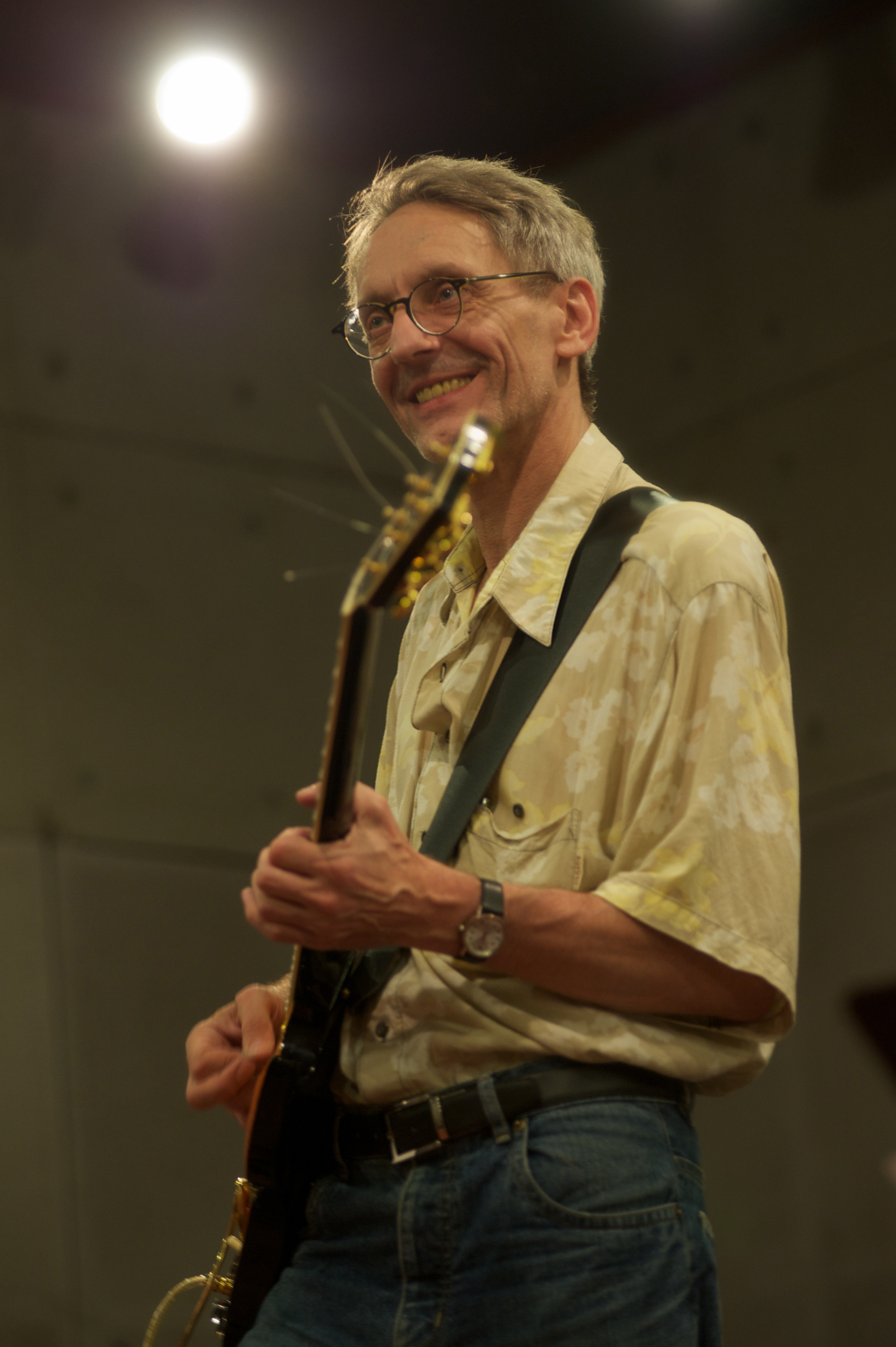
Manuel Göttsching (2010)

Manuel Göttsching (* 9. September 1952 in Berlin; † 4. Dezember 2022 ebenda) war ein deutscher Elektronik-Musiker, Multi-Instrumentalist (Hauptinstrument Gitarre) und Komponist. Er galt als einer der Pioniere der elektronischen Musik und der als Berliner Schule bekannten Szene.

## Karriere

### Die 1960er Jahre

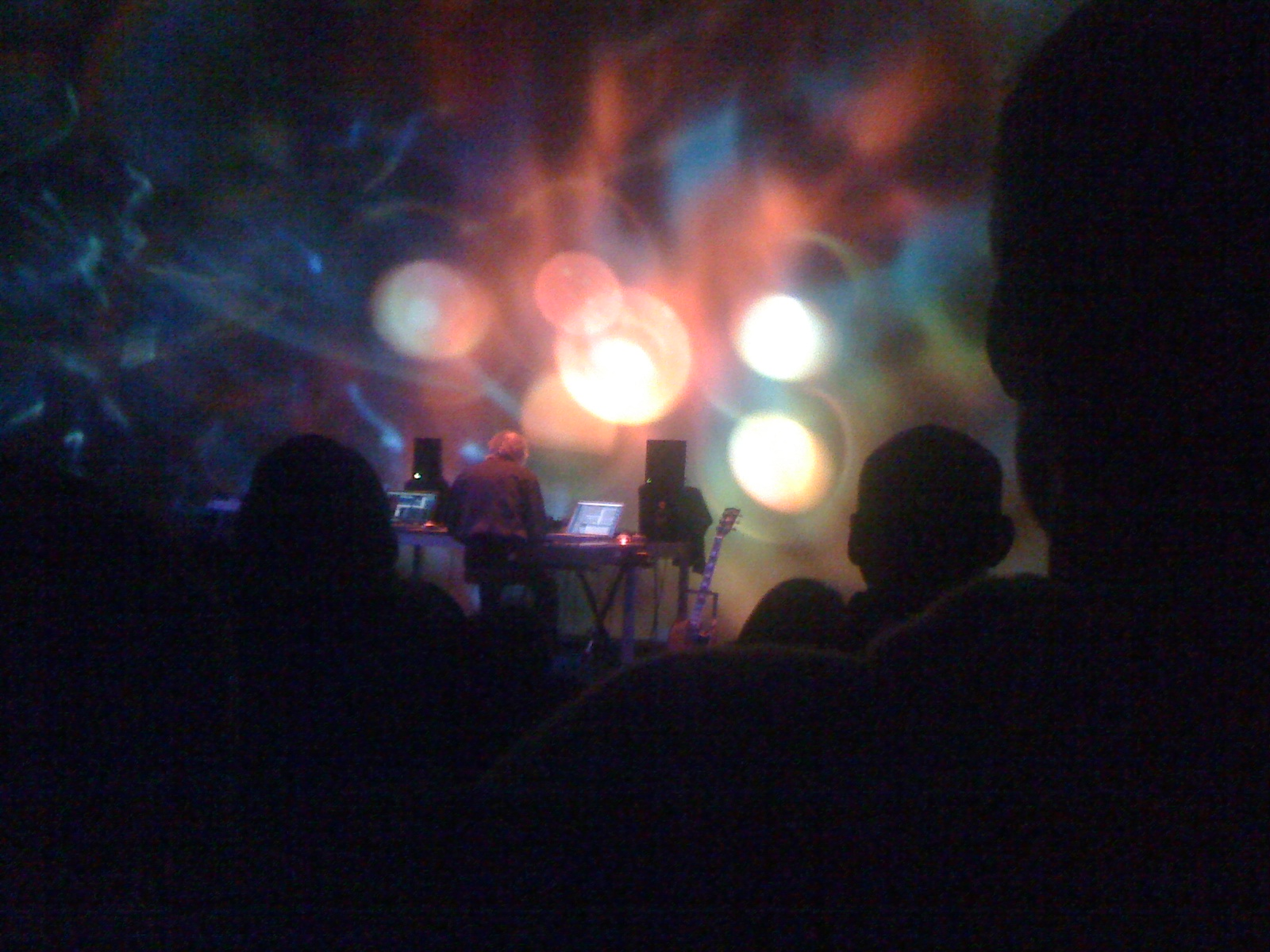
Manuel Göttsching – Konzert auf der Transmediale 2012 im HdKdW mit The Joshua Light Show

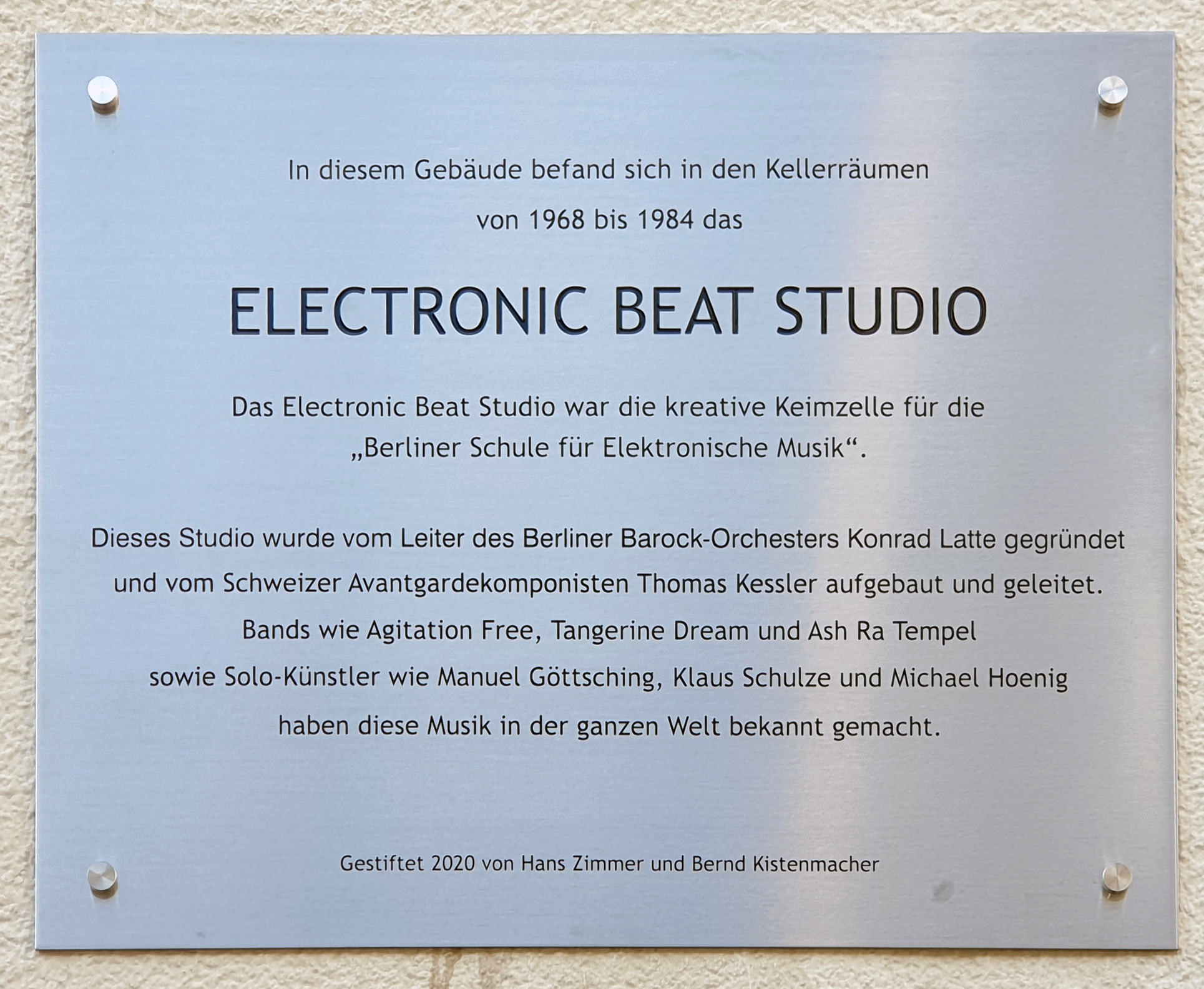
Gedenktafel am ehemaligen Electronic Beat Studio in Berlin-Wilmersdorf

Von 1960 bis 1966 lernte Göttsching klassisches Gitarrenspiel. Die erste Schulband gründete er im Alter von 15 Jahren mit seinem Freund und Schulkameraden Hartmut Enke bei dessen Geburtstagsparty. In den Jahren 1968 und 1969 traf er zum ersten Mal den Schweizer Avantgarde-Komponisten Thomas Kessler im Electronic Beat Studio in der Pfalzburger Straße in Berlin.

### Die 1970er Jahre
1970 hatte Göttsching mit Hartmut Enke, Wolfgang Müller und Volker Zibell ein kurzzeitiges Projekt namens Steeple Chase Blues Band. Im selben Jahr gründete er mit Enke und Klaus Schulze die Band Ash Ra Tempel. Das gleichnamige Debütalbum wurde mit Conny Planks Hilfe in Hamburg aufgenommen und 1971 veröffentlicht. Im selben Jahr verließ Schulze die Band wieder. Das zweite Album Schwingungen entstand 1972 durch Manuel Göttsching, Hartmut Enke und diverse Gäste ebenso wie das Album Seven Up, das in der Schweiz mit Timothy Leary und weiteren Gästen eingespielt wurde. Join Inn, das dritte Album von 1972, entstand während der Sessions zu Walter Wegmüllers Album Tarot. Das Line-Up zu Join Inn bestand wieder aus Manuel Göttsching, Hartmut Enke, Klaus Schulze sowie Rosi Müller.
Im Jahr 1973 fand im Pariser Theatre de l’Ouest ein Konzert statt, das den internationalen Durchbruch der Band darstellte. Allerdings beendete nun auch Hartmut Enke seine Mitgliedschaft bei Ash Ra Tempel, und Manuel Göttsching war auf sich allein gestellt. 1973 erschien auch das fünfte Ash-Ra-Tempel-Album Starring Rosi, das mit den Gästen Harald Grosskopf am Schlagzeug, Dieter Dierks am Bass und Rosi Müller eingespielt wurde und auf Rolf-Ulrich Kaisers neuem Plattenlabel Kosmische Musik erschienen ist.
Im folgenden Jahr gründete Göttsching sein eigenes Studio „Roma“ und nahm dort sein erstes Soloalbum Inventions for Electric Guitar auf, das 1975 ebenfalls auf Kosmische Musik veröffentlicht wurde. Zusammen mit Lutz Ulbrich tourte Göttsching 1975 durch England und Frankreich. Aufnahmen dieser Konzerte wurden ein Jahr später vom französischen Filmemacher Philippe Garrel in seinem Film Berceau de cristal verwendet. Der gleichnamige Soundtrack wurde 1993 auf CD veröffentlicht.
1976 entstand mit dem Soloalbum New Age of Earth das siebte Ash-Ra-Tempel-Album. Es wurde zuerst in Frankreich veröffentlicht und von Göttschings erster Solotournee begleitet. Das britische Label Virgin Records veröffentlichte 1977 das Album New Age of Earth auf dem internationalen Markt, verkürzte den Namen jedoch zu Ashra. In der Folge der Veröffentlichung fand im Londoner Regent’s Park ein Live-Konzert von Ashra mit Manuel Göttsching und Lutz Ulbrich an den Gitarren und Tasteninstrumenten sowie Harald Großkopf am Schlagzeug statt. Das Ashra-Trio tourte für zwanzig Konzerte durch die Schweiz, Frankreich und Belgien. 1978 wurde Göttschings drittes Soloalbum Blackouts weltweit unter dem Namen „Ashra“ veröffentlicht. Göttsching spielte live die Musik zu Claudia Skodas Modenschau „Laufsteg“ im Berliner Ägyptischen Museum. Neben dem Ashra-Album Correlations, aufgenommen unter anderem in den Panne-Paulsen-Studios in Frankfurt am Main, entstand 1979 auch Göttschings Musik zur Modenschau „Big Birds“ von Claudia Skoda, aufgeführt in der Berliner Kongresshalle.

### Die 1980er Jahre
Das zehnte Album Belle Alliance, veröffentlicht 1980, war das zweite der vom Ashra-Trio eingespielten Alben. „Die Dominas“, ein Projekt von Rosi Müller und Claudia Skoda, wurde im selben Jahr von Manuel Göttsching produziert. Ashra traten 1981 in der spanischen Fernsehsendung „Musical Express“ auf. Am 12. Dezember 1981 nahm Göttsching das Album E2–E4 auf, das erst 1984 unter seinem Namen veröffentlicht wurde.
Trommelfeuer, Göttschings Komposition für Perkussion und Orchester, wurde zu Claudia Skodas gleichnamiger Modenschau 1982 im damals noch unfertig renovierten Martin Gropius Bau aufgeführt. Zu einer weiteren Modenschau wurde 1983 Göttschings Komposition Fights-Veits aufgeführt. 1985 spielten Ashra live auf der UK Electronica. Für Joop! entstand ein Jahr später Göttschings Musik Ost-West für die internationale Modemesse in Düsseldorf. Ebenfalls 1986 entstand die Musikkollage für Antonio Skármetas Theaterstück Brennende Geduld.
Die Band Ashra gab 1988 als Duo Göttsching/Ulbrich zwei Konzerte im Rahmen des Programms „Wüstenklänge“ in Berlin. Die Aufnahmen wurden in bearbeiteter Form 1989 auf dem Album Walkin’ the Desert veröffentlicht. Der im Wesentlichen aus Teilen des 1984 veröffentlichten Albums E2–E4 bestehende Charthit Sueño Latino wurde 1989 vom italienischen Label DFC veröffentlicht.

### Die 1990er Jahre
Neben einem Konzert, das vor dem Kölner Dom stattfand, wurden 1991 auch das 1977 entstandene Soloalbum Dream & Desire (aufgenommen für Olaf Leitners Radioprogramm im Sender RIAS Berlin) sowie das in den Jahren 1985 bis 1987 entstandene Album Tropical Heat veröffentlicht.
1993 wurde das fünfzehnte Soundtrack-Album Le Berceau de Cristal veröffentlicht, das bereits 1975 von Manuel Göttsching und Lutz Ulbrich für den Film Le berceau de cristal eingespielt worden war. Early Water, ein Mitschnitt von Manuel Göttsching und Michael Hoenig aus dem Jahr 1976, wurde 1995 veröffentlicht. Das sechs CDs umfassende Set The Private Tapes mit historischen und unveröffentlichten Aufnahmen von Manuel Göttsching, Ashra und Ash Ra Tempel, erschien 1996. 1997 fand eine erfolgreiche Tour in Quartettbesetzung durch Japan mit dem neuen Mitglied Steve Baltes (Tasteninstrumente, Samples) – dokumentiert auf CD @shra – sowie ein Konzert auf dem Herzberg Open Air Festival statt. Ein weiteres Konzert erfolgte in Nijmegen (Niederlande) im Rahmen des KLEM-Festivals, das 1998 auf CD unter dem Namen Sauce Hollandaise veröffentlicht wurde.
Im Oscar-nominierten Film Kurt Gerrons Karussell seiner Ehefrau Ilona Ziok wirkte Manuel Göttsching als Schauspieler mit und begleitete Ben Becker am Piano.

### Die 2000er Jahre
Im April 2000 kam es in London zu einem Ash-Ra-Tempel-Reunion-Konzert mit Manuel Göttsching und Klaus Schulze. Im selben Jahr wurden die Aufnahmen des Konzertes als Gin Rosé sowie ein Studioalbum der beiden unter dem Titel Friendship veröffentlicht. Im Juli 2000 traten Ashra in Berlin in der Akademie der Künste auf. 2001 kam es in Bologna zu Göttschings Aufnahme des Titels Intimate mit dem italienischen DJ Santos. Anlässlich der Veröffentlichung des ersten Solo-Albums Being content von Lutz Ludwig Kramer (ex-Agitation Free) unterstützte Göttsching Kramer bei einem Konzert in Griesheim. Seit 2002 besteht MG.ART, Manuel Göttschings eigenes Label.
2003 komponierte Manuel Göttsching die Begleitmusik zu F. W. Murnaus Stummfilm Schloß Vogelöd (1921) als Auftragsarbeit für das Filmfest Braunschweig. Die Premiere fand am 30. Oktober 2003 in Staatstheater Braunschweig statt, eine weitere Vorführung gab es 2006 in der Oper Wrocław sowie 2007 auf dem Music-&-Film-Festival in Jecheon, Südkorea.
Am 25. März 2005 spielte Manuel Göttsching mit dem Ensemble Zeitkratzer in der Berliner Volksbühne E2–E4 in einer Version für Orchester und Gitarre.
Göttschings Solopremiere in Japan fand am 29. April 2006 auf dem Anoyo-Festival am Fuße des Mount Fuji statt. Die polnische Videokünstlerin Kinga unterstützte ihn dabei auf der Bühne mit einem Live-Videomix. Das zweite Konzert 2006 in Japan war die Live-Premiere von E2–E4 auf dem Metamorphose-Festival im August. Zum 25-jährigen Jubiläum des Titels am 12. Dezember 2006 fand im Berliner Club Berghain dessen Europa-Premiere statt.
Im Jahr 2008 gab Göttsching erstmals Konzerte in den USA. Die dortige Premiere von E2–E4 fand während der „Wordless-Music“-Serie des Lincoln Centers statt. Ein weiteres Konzert in New York gab es im Club Love; in der historischen St. Mary’s Church in Philadelphia wurde die Komposition ebenfalls aufgeführt. Mit seiner Band Ashra spielte Göttsching im August 2008 auf dem Metamorphose Festival in Japan. Im November 2008 fand zum 20-jährigen Jubiläum des Goethe-Instituts in Peking die dortige Live-Premiere von E2–E4 statt.
2009 hatte der Film Der Junker und der Kommunist von Ilona Ziok Kinopremiere. Manuel Göttsching komponierte die Musik und produzierte ihn. Im selben Jahr trat er in Los Angeles auf.

### Die 2010er Jahre
Zusammen mit Steve Hillage, Elliott Sharp und Zhang Shouwang führte Manuel Göttsching 2010 auf dem Metamorphose Festival seine Komposition Inventions for Electric Guitar auf.
2012 trat er mit Harald Grosskopf und Steve Baltes im Ashra – Correlations in Concert auf und spielte dort unter anderem Lieder seiner Soloalben.
Zum 30. Jubiläum des Museums Abteiberg in Mönchengladbach spielte Göttsching am 23. Juni 2012 E2–E4 live. Dies war erst die zweite Liveperformance des Stückes in Deutschland überhaupt.
Am 11. und 12. August 2012 trat er in Japan auf einem Benefizkonzert auf und spielte dort ebenfalls E2–E4 live. Im September 2012 besuchte er in Warschau das Copernicus Science Center, das Dekmantel Festival in den Niederlanden und zuletzt die Côte d’Azur.
2013 spielte er einige seiner Lieder, darunter Klassiker wie Sunrain und Deep Distance vom Album New Age of Earth, auf dem Ambient Festival in Gorlice. Außerdem gab er ein eigenes Konzert im OVAL Space in London.
Zum 150. Jubiläum der Stadt Katowice trat er 2015 auf dem dazugehörigen Festival auf. Ebenfalls spielte er in Hebden Bridge im Vereinigten Königreich; und gemeinsam mit seiner Band Ash Ra Tempel auf dem E-live Festival in Oirschot. Im selben Jahr veröffentlichte Christian Wheeldon eine Biographie über Göttsching – Deep Distance – The Musical Life of Manuel Göttsching. In ihr kommen unter anderem bekannte Persönlichkeiten und Künstler des Krautrock wie Göttschings Ashra Tempel-Kollege Harald Grosskopf und Lutz Ulbrich „Lüül“ zu Wort.
Am 27. April 2017 führte er gemeinsam mit der dänischen Band CIRKLEN Inventions for Electric Guitar live in der Philharmonie Stettin auf.
Im Rahmen des Festivals die digitale dusseldorf spielte er E2–E4 am 16. November 2017 in der Tonhalle Düsseldorf.
2018 fand in der Elbphilharmonie Hamburg ein Doppelkonzert von Manuel Göttsching, der E2-E4 spielte und seiner 2015 in Australien gegründeten Band Ash Ra Tempel Experience statt.
Der letzte Liveauftritt Göttschings fand 2021 zusammen mit Hans-Joachim Roedelius im Hebbel am Ufer in Berlin statt.

## Tod
Manuel Göttsching verstarb im Dezember 2022 im Alter von 70 Jahren im Kreise seiner Familie. Im Berliner Kulturzentrum UfaFabrik fand im Februar 2023 eine ihm gewidmete Abendveranstaltung statt. Moderiert wurde die Veranstaltung von Göttschings langjährigem Weggefährten Lüül. Die Band Cirklen trat wie bereits 2017 live auf und spielte das Album Inventions for Electric Guitar in voller Länge.
Der Autor Richard Brox widmete sein neues Buch „Deutschland ohne Dach“ Manuel Göttsching. Hintergrund ist eine langjährige Freundschaft, die beide miteinander verband.

## DasStudio Roma
1974 gründete Göttsching das Studio Roma, welches seitdem als sein Heimstudio fungierte. Das erste dort aufgenommene Album war Inventions for Electric Guitar. Stand Oktober 2017 gehörten zum Studio:
- Mehrere E-Gitarren, darunter die Gibson SG, mit der er regelmäßig auftrat
- Zwei akustische Gitarren
- Eine Reihe an Effektgeräten für E-Gitarre
- Mehrere Sampler, darunter ein Akai S1000
- Sechs Synthesizer (Korg Wavestation, Farfisa Syntorchestra, Novation X-Station, EMS Synthi-A etc.)
- Sequenzer
- Einige Taperecorder, Mischpulte etc.

## Diskografie

### Ash Ra Tempel / Ashra / Manuel Göttsching
- 2017: Live in Melbourne (Ash Ra Tempel Experience)
- 2009: E2–E4 Live in Japan
- 2007: Live at Mt. Fuji
- 2006: E2–E4 25th Anniversary Edition
- 2005: E2–E4 Live (Maxi-CD)
- 2005: Concert for Murnau
- 2005: Die Mulde
- 2002: The Making Of
- 2002: @shra Vol. 2
- 2000: Gin Rosé at the Royal Festival Hall
- 2000: Friendship
- 1998: @shra
- 1998: Sauce Hollandaise
- 1993: Le Berceau de Cristal (aufgenommen 1975)
- 1991: Tropical Heat (aufgenommen 1985/1986)
- 1991: Dream & Desire (aufgenommen 1977)
- 1989: Walkin’ The Desert
- 1984: E2–E4[9]
- 1980: Belle Alliance
- 1979: Correlations
- 1977: Blackouts
- 1976: New Age of Earth
- 1975: Inventions for Electric Guitar
- 1973: Starring Rosi
- 1973: Join Inn
- 1973: Seven Up[9]
- 1972: Schwingungen
- 1971: Ash Ra Tempel

### The Private Tapes
- 1996: The Private Tapes Vol. 6 (aufgenommen 1971–1979)
- 1996: The Private Tapes Vol. 5 (aufgenommen 1973–1989)
- 1996: The Private Tapes Vol. 4 (aufgenommen 1973–1979)
- 1996: The Private Tapes Vol. 3 (aufgenommen 1971–1975)
- 1996: The Private Tapes Vol. 2 (aufgenommen 1970–1979)
- 1996: The Private Tapes Vol. 1 (aufgenommen 1970–1979)

### Lone Tracks
- 1996: Der vierte Kuss
- 1986: Aquamarine
- 1972: Gedanken

### Zusammenarbeit mit anderen Künstlern
- 2018: Blue Veil (mit Minguss)
- 2006: Joaquin Joe Claussell meets Manuel Göttsching
- 2001: R U Shakadelic? (mit Santos)
- 1997: Tokyo Tower/Clone (12″-Maxi-Single, mit Terranova)
- 1997: Jubilee Edition (mit Klaus Schulze, aufgenommen 1981)
- 1995: In Blue (mit Klaus Schulze)
- 1995: Historic Edition (mit Klaus Schulze, aufgenommen 1981)
- 1995: Early Water (mit Michael Hoenig, aufgenommen 1976)
- 1989: The Breathtaking Blue (mit Alphaville)
- 1983: Zwischenmischung (mit Klaus Krüger)
- 1981: Tonwelle (mit Richard Wahnfried)
- 1974: Gilles Zeitschiff (mit The Cosmic Jokers)
- 1974: Sci Fi Party (mit The Cosmic Jokers)
- 1974: Galactic Supermarket (mit The Cosmic Jokers)
- 1974: Planeten Sit In (mit The Cosmic Jokers)
- 1974: The Cosmic Jokers (mit The Cosmic Jokers)
- 1973: Tarot (mit Walter Wegmüller)

### Additional Recordings
- 1992: Unzucht mit den Sternen (mit SF)
- 1989: Sueño Latino (with Sueño Latino)
- 1985: Ordal (with SF)
- 1981: Die Dominas (10″-Maxi-Single, mit Die Dominas)
- 1980: Geile Tiere/Chinatown (Single, with Geile Tiere)
- 1979: Mickie D’s Unicorn (with Mickie D’s Unicorn)

### Kompilationen
- 1998: The Best of The Private Tapes (recorded 1972–1979)
- 1996: Sunrain (recorded 1976–1980)

### Videos
- 2013: Ashra – Correlations in Concert
- 2009: E2–E4 Live in Japan
- 2008: Postcards From Japan
- 2007: Wroclaw Live
- 2001: Die Mulde
- 2001: Live At The Open Air Festival Herzberg 1997

### Nachrufe
- Felix Bayer: Pionier der elektronischen Musik: Manuel Göttsching ist tot. In: Spiegel Online. 12. Dezember 2022.
- Philipp Holstein: „E2-E4“: Krautrock-Pionier Manuel Göttsching ist tot. In: RP Online. 12. Dezember 2022.
- Brian Coney: Manuel Göttsching laid the groundwork for generations of electronic musicians. In: The Guardian. 13. Dezember 2022. (englisch)

### Musikbeispiele
- Manuel Göttsching: E2-E4 (Full Length Version; 1981/1984) auf YouTube.
- Elektro Beats: Special zum 70. Geburtstag von Manuel Göttsching auf YouTube.
- FACTmagazine: Manuel Göttsching on his five classic records auf YouTube (englisch).
- Red Bull Music Academy: Manuel Göttsching Talks Ash Ra Tempel and E2-E4 auf YouTube (englisch).